# وادي الحرم
وادي الحرم هو أحد الأودية في منطقة شرق الأردن التي تشكل في غالبها ما يُعرف اليوم باسم المملكة الأردنية الهاشمية. يقع الوادي ضمن حدود محافظة إربد. ويصب الوادي في نهر الأردن ويقدر جريانه السنوي بنحو 11 مليون مترٍ مكعب. وقد اشتُهر الوادي بكونه من أملاك الأمويين قديماً.